# Модель Барро
Модель Барро (модель с общественными благами) — эндогенная модель экономического роста, в которой предполагается, что общественные блага, определяемые уровнем государственных расходов и входящие в производственную функцию, определяют уровень экономического роста. Модель создана в 1988 году американским экономистом Робертом Барро. 

## История создания
В 1988 году американский экономист Роберт Барро опубликовал свою работу «Государственные расходы в простой модели эндогенного роста».

## Модель Барро
Эндогенная модель экономического роста — модель, в которой субъективное воздействие на постоянный темп прироста ВВП зависит от поведенческих и институциональных факторов экономического роста, например от государственной политики. Модель Барро — простая эндогенная модель экономического роста, которая устанавливает наличие зависимости экономического роста от поведения государства и параметров государственной политики. Модель «производительных» государственных услуг, в которой государство поддерживает постоянный устойчивый экономический рост, создавая общественные блага. Модель может генерировать долгосрочный рост без опоры на экзогенные изменения, имея постоянную отдачу от фактора, который может накапливаться.
В моделе Барро государственные расходы идут на государственные инвестиции (инфраструктура, школы, здравоохранение и т. д.), которые финансируются через подоходный налог и дополняют частные инвестиции. Поскольку государственные инвестиции повышают производительность частных инвестиций, повышение налогов может быть связано с увеличением или уменьшением общего экономического роста.

### Допущения
Модель основывается на АК-модели, к которой добавляются государственные расходы. Модель с постоянной отдачей от масштаба фактора производства - капитала, точнее не от физического капитала, а от доли всего объёма выпуска, перенаправленного через государственный бюджет на создание общественных благ. Эти общественные блага увеличивают производительность частных фирм. Общественные блага — неконкурентны и не исключаемые из потребления.
В модели Барро имеются допущения:
1. Потребители подобны одному репрезентативному домохозяйству, коэффициент дисконтирования которого агрегирован межвременным предпочтением всех домохозяйств.
2. Ставка налогообложения, определяющая уровень государственных расходов, задаётся центральным органом планирования, стремящимся максимизировать темп экономического роста.
3. Государство закупает часть выпускаемой продукции и использует её для обеспечения общественных благ частным производителям[3].

### Производственная функция
Производственная функция имеет вид функции Коба-Дугласа:
{\displaystyle Y_{i}=AL_{i}^{1-a}K_{i}^{a}G^{1-a}},
где {\displaystyle 0<a<1}, {\displaystyle G} — общественные блага (государственные закупки товаров и услуг), {\displaystyle L_{i}=const} — используемая рабочая сила i-фирмой.

### Оптимальный размер государственного бюджета

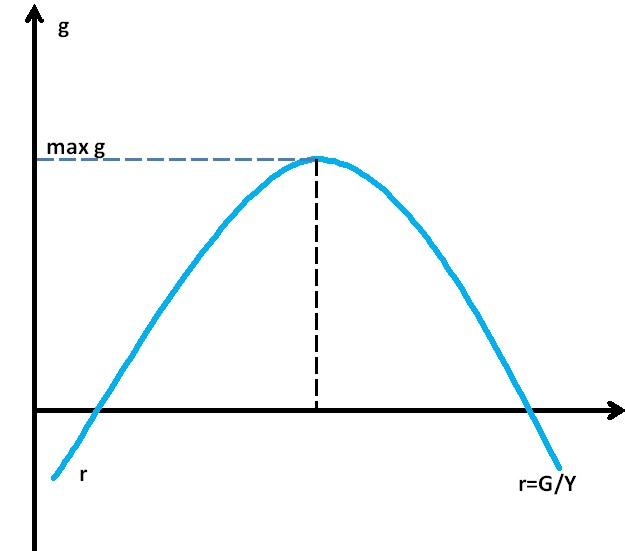
Сбалансированный темп прироста и доля государственного бюджета в выпуске

Государственный бюджет сбалансирован и финансируется подоходным налогом с фиксированной ставкой {\displaystyle \tau }:
{\displaystyle G=\tau Y}.
Сбалансированный темп прироста равен:
{\displaystyle g=g_{c}=\sigma (r-\delta -\rho )=\sigma ((1-\tau )aA^{1/a}(L\tau )^{(1-a)/a}-\delta -\rho )},
где {\displaystyle g=const=>0},
Таким образом, темп прироста {\displaystyle g} зависит отрицательно от субъективной дисконтной ставки {\displaystyle r} и нормы амортизации {\displaystyle \delta }, положительно от доли капитала в национальном доходе, технологического параметра {\displaystyle a}, зависит от эластичности замещения {\displaystyle \sigma } (усиливающего коэффициента), зависит от поведенческого параметра {\displaystyle \rho } и институционального параметра {\displaystyle \tau }. 
На темп прироста {\displaystyle g} отрицательно влияет государственная политика в части налогообложения на предельный продукт капитала, но положительно в части предоставления общественных благ {\displaystyle G} на предельный продукт {\displaystyle \partial Y/\partial G}. Сбалансированный темп роста зависит от доли государственного бюджета {\displaystyle \tau =G/Y}: при низкой доле — положительно, при высокой - отрицательно, существует оптимальный размер государственного бюджета:
{\displaystyle \tau =G/Y=1-a},
{\displaystyle max_{G}(Y-G)},
{\displaystyle \partial Y/\partial G-1=0}.
{\displaystyle \partial Y/\partial G=1}.
где при оптимальном размере государственного бюджета предельный продукт общественных благ (выгод) равен предельным общественным издержкам и единице. Предельный продукт общественных благ можно записать как:
{\displaystyle \partial Y/\partial G=(1-a)(Y/G)=(1-a)\tau }.
Возникает эффект масштаба, то есть зависимость прироста подушевого продукта от численности населения. Чем больше производителей пользуются неконкурентным и неисключаемым общественным благом, тем больше эффект от его использования: затраты едины и, чем больше людей им воспользуются, тем меньше доля затрат на каждого. 
Постоянная отдача от масштаба при одновременном росте запаса капитала и государственных расходов ведёт к эндогенному экономическому росту. Оптимальное отношение государственных закупок к ВВП в данной модели постоянно. Экономика получает выгоду от большего масштаба, потому что государственные расходы предполагаются неконкурентными, могут распространяться по новым их потребителям бесплатно. Увеличение {\displaystyle A}, из-за роста населения, приводит к увеличению подушевых темпов прироста. Согласно данным, темп прироста ВВП на душу населения мало связан с размером страны, определяемым численностью населения.

## Подтверждение
Эмпирические исследования дают следующие результаты:
- В работах выявлена значимое отрицательное соотношение между темпами прироста реального ВВП на душу населения и уровнем государственных расходов государственные расходы - у Ландау[7] (государственные расходы измерены как доля в ВВП), у Гриера и Таллока[8] (государственное потребление, исключающее государственные трансферты, но включающее расходы на оборону и образование), у Барро[9][10][11][12][13], у Сакса и Варнера[14].
- В работах была выявлена незначимая положительная зависимость средних темпов роста реального ВВП от средних темпов или уровня изменения доли государственных расходов в ВВП у Корменди и Межира[15] (исключали государственные инвестиции и трансферты, но включали большинство расходов на оборону и образование)[2], незначимый положительный эффект государственных инвестиций на темпы прироста ВВП у Барро[16].
- В работах выявлен значимый положительный эффект государственного потребления на темпы прироста реального ВВП у Казелли, Эскуэла и Лефорта[17], положительный эффект от доли государственных инвестиций на темп прироста ВВП у Барт и Бредли[18] (но значимо отрицательное соотношение темпов прироста ВВП и уровня государственного потребления).